# Río Omo
El río Omo es un río de Etiopía de 760 km de largo, que desemboca formando un amplio delta fluvial en el lago Turkana, casi en la frontera con Kenia. Tiene su nacimiento al suroeste de Addis Abeba y discurre por un curso tortuoso a través de la meseta etíope. Es la cuenca fluvial más grande de Etiopía, después de la cuenca del Nilo Azul, y su curso está completamente contenido dentro de los límites de ese país. Su cuenca de drenaje endorreico, desagua en el mencionado hábitat de Turkana.

## Geografía
El río Omo nace en el altiplano Shewan y es un río perenne. Su curso corre primero en dirección sureste, describiendo una gran curva hacia el oeste hasta aproximadamente la mitad de su recorrido, en que se vuelve hacia el sur hasta desaguar en el lago Turkana (de 6405 km² y a una altitud de 360,4 m), uno de los lagos del Gran Valle del Rift.

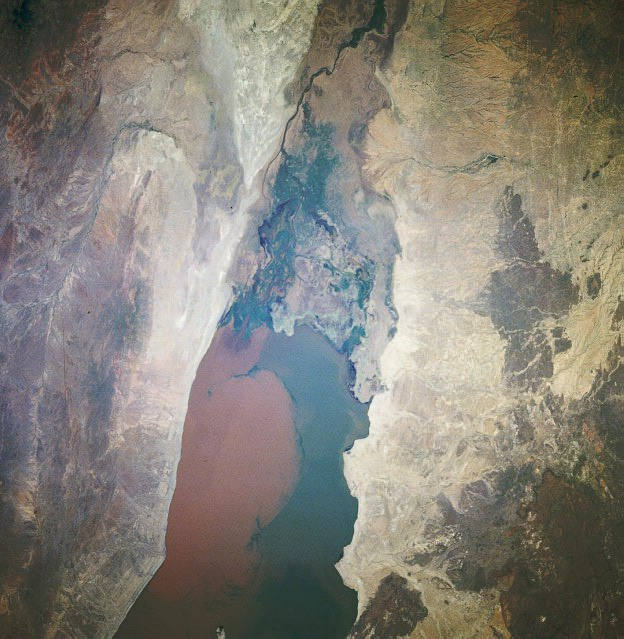
Vista de satélite del delta del Omo.

En su curso el Omo tiene un desnivel de unos 2000 m, desde una altitud de unos 2400 m en su origen hasta los 360,4 m a nivel del lago, y por ello sus aguas discurren muy rápido, en un curso roto por varias zonas de cascadas, siendo las más importantes las Kokobi. El río es por ello navegable solo un corto tramo por encima de donde desemboca en el lago Turkana. La Spectrum Guide to Ethiopia describe el río como un destino popular para la práctica del rafting en septiembre y octubre, cuando el río está en período de crecida por la temporada de lluvias.
Su afluente más importante es el río Gibe, siendo otros afluentes más pequeños los ríos Wabi, Denchya, Gojeb, Mui y Usno.
El río Omo-Bottego formó los límites orientales de los antiguos reinos de Janjero y Garo. El Omo también fluye por los parques nacionales de Mago y Omo, que son conocidos por su vida silvestre. Muchos animales viven cerca y en el río, incluidos hipopótamos, cocodrilos y víboras.

## Historia

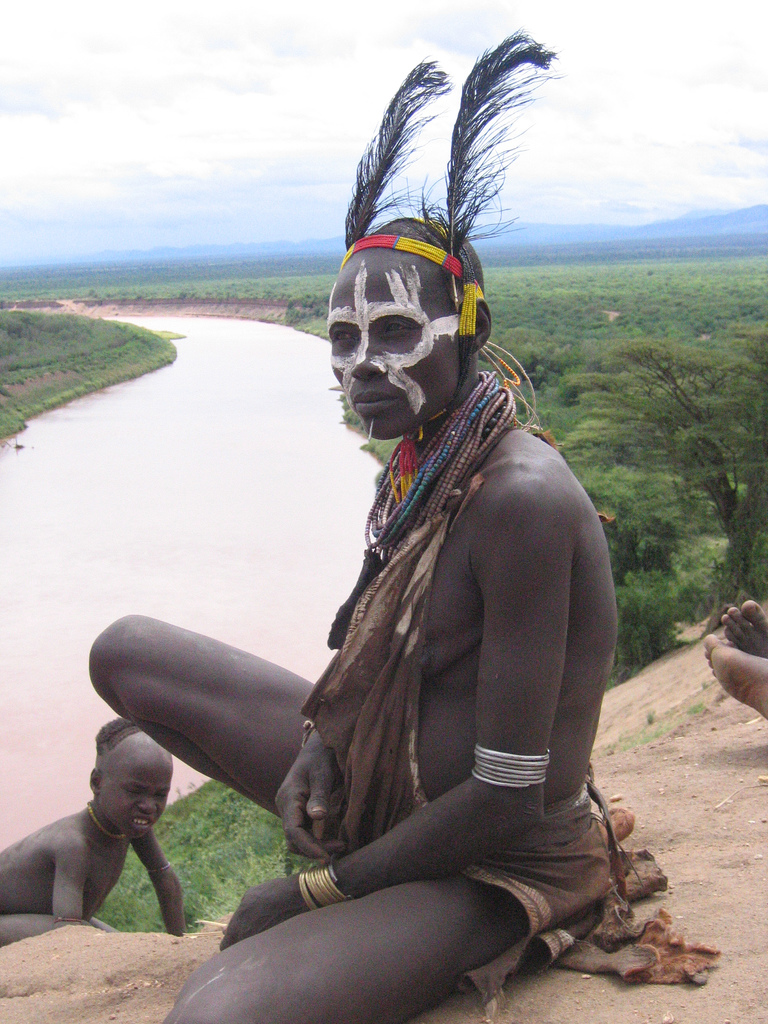
Mujer karo en la parte baja del Valle del Omo.

El valle inferior del Omo se cree que fue una encrucijada durante miles de años para diversas culturas y grupos étnicos que emigraron hacia esa región. Actualmente en el valle viven muchas tribus de agricultores y pastores seminómadas, como los hamers, mursi, karos, surma, bume, galeb, dassanetchs, bereber o bodis. Muchos de ellos practican las modificaciones corporales, como lo demuestran los reportajes del fotógrafo Hans Silvester sobre el arte de la pintura corporal de los pueblos del Omo.
Jules Borelli fue el primer explorador europeo que reconoció a fondo la parte alta y media del Omo en la década de 1880. El también explorador italiano Vittorio Bottego alcanzó el río Omo el 29 de junio de 1896, durante su segunda expedición a África (1895-1897) financiada por su país, que buscaba un «papel colonial» en pie de igualdad con otras naciones importantes de Europa. Murió durante esta expedición el 17 de marzo de 1897.
Henry Herbert Austin y sus hombres alcanzaron el delta del Omo el 12 de septiembre de 1898, encontrando que una expedición de Etiopía, encabezada por Ras Wolda Giyorgis, había plantado el 7 de abril la bandera de Etiopía en la ribera norte del lago Turkana, y había saqueado a los locales dejándolos reducidos a la pobreza.
El teniente Alexander Bulatovich condujo una segunda expedición etíope que llegó al lago el 21 de agosto de 1899, y fue igualmente destructiva. A pesar de ello, los franceses en su partida cartografiaron con precisión por primera vez muchos de los meandros del delta del río Omo. Esta versión del río Omo se mantuvo en uso hasta la década de 1930.

## Importancia arqueológica

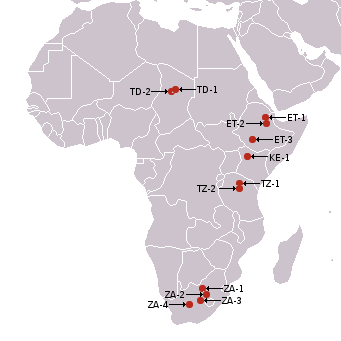
Localización del sitio del Omo (ET-3), en el valle del Omo, entre los principales sitios descubiertos de homínidos (australopitecos, ...), en África:
Chad (TD):
• TD-1 – Bahr el-Ghazal
• TD-2 – Desierto de Djurab
Etiopía (ET) :
• ET-1 – Hadar
• ET-2 – Restos de Herto
• ET-3 – Omo
Kenia (KE):
• KE-1 – Lago Turkana
Tanzania(TZ):
• TZ-1 – Garganta de Olduvai
• TZ-2 – Laetoli
África del Sur (ZA):
• ZA-1 – Sterkfontein
• ZA-2 – Swartkrans
• ZA-3 – Kromdraai
• ZA-4 – Taung

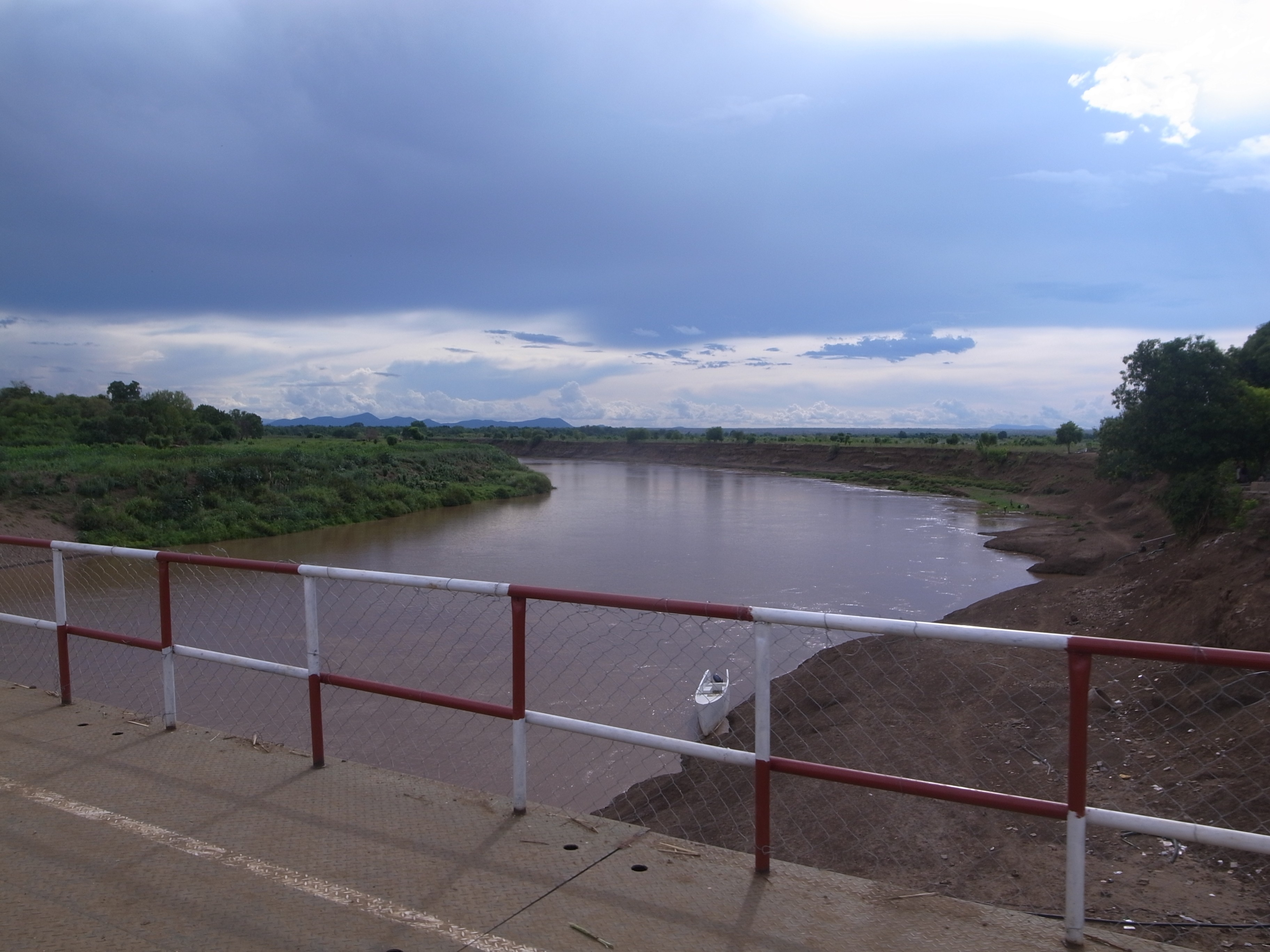
Cruce del río Omo

Toda la cuenca del río Omo es importante geológicamente y arqueológicamente, y es conocida por sus depósitos paleontológicos. Equipos franceses y estadounidenses han excavado varios yacimientos, que datan del Plioceno y Pleistoceno, y han aparecido fósiles de homínidos (Homo gracilis y Paranthropus aethiopicus), pertenecientes a los géneros Homo y Australopithecine, así como herramientas hechas de cuarcita, la más antigua de alrededor de 2,4 millones de años.
Debido a esto, el  valle bajo del Omo, cerca del lago Turkana, fue designado por la UNESCO como un sitio Patrimonio de la Humanidad en 1980.
Cuando fueron descubiertos, se pensó que esos utensilios podían haber sido parte de la denominada industria pre-olduvayense, incluso más primitiva que los encontrados en la garganta de Olduvai. Más tarde, la investigación demostró que las técnicas utilizadas y las formas permiten su inclusión en el olduvayense, y que su primera datación se debía al deterioro causado por la pobre calidad de los materiales empleados.
Omo también da su nombre a Omo1 y Omo 2, los dos cráneos más antiguos de Homo sapiens descubiertos hasta esa fecha.

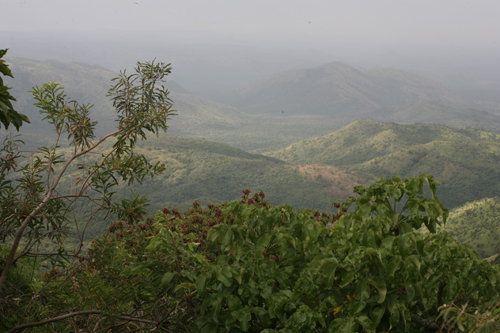
Valle del río Omo

Actualmente, algunos creen que el valle inferior del Omo ha sido una encrucijada durante miles de años a medida que diversas culturas y grupos étnicos migraron por la región. [cita requerida] Hasta el día de hoy [2020], las personas del bajo valle del Omo, incluidos los mursi, suri, nyangatom, dizi y me'en, son estudiadas por su diversidad.
El explorador italiano Vittorio Bottego llegó por primera vez al río Omo el 29 de junio de 1896 durante su segunda expedición africana (1895-1897), muriendo durante esta expedición el 17 de marzo de 1897. El río Omo pasó a llamarse Omo-Bottego en su honor. Herbert Henry Austin y sus hombres llegaron al delta del Omo el 12 de septiembre de 1898, y descubrieron que una expedición etíope, dirigida por Ras Wolda Giyorgis, había plantado banderas etíopes en la costa norte del lago Turkana el 7 de abril, además de haber saqueado a los locales y los redujo a la pobreza.[cita requerida] El teniente Alexander Bulatovich dirigió una segunda expedición etíope que llegó al lago el 21 de agosto de 1899 y fue igualmente destructiva. A pesar de esto, los franceses del grupo mapearon con precisión por primera vez muchos de los meandros del delta del río Omo. Esta interpretación del río Omo permaneció en uso hasta la década de 1930 cuando los cartógrafos coloniales italianos hicieron una nueva y más precisa interpretación del río y su delta.
Toda la cuenca del río Omo también es importante geológica y arqueológicamente. Varios fósiles de homínidos y sitios arqueológicos, que datan del Plioceno y el Pleistoceno, han sido excavados por equipos franceses y estadounidenses. Se han encontrado fósiles pertenecientes a los géneros Australopithecus y Homo (formación Omo Kibish) en varios sitios arqueológicos y paleontológicos, así como herramientas hechas de cuarcita, la más antigua de las cuales data de hace unos 2,4 millones de años. Debido a esto, el sitio fue designado Patrimonio de la Humanidad por la UNESCO en 1980. 
Cuando se descubrieron, se pensó que las herramientas podrían haber sido parte de una industria llamada pre-olduvayense, incluso más primitiva que la que se encontró en la Garganta de Olduvai. Investigaciones posteriores han demostrado que el aspecto crudo de las herramientas fue causado por materias primas muy pobres, y que las técnicas utilizadas y las formas permiten su inclusión en el olduvayense.

## Centrales hidroeléctricas
Hay varias centrales eléctricas y represas en la cuenca del río Omo que llevan el nombre del río Gilgel Gibe y el río Gibe, que son afluentes del río Omo. A pesar de los nombres algo confusos, son centrales eléctricas nativas y presas ubicadas en el río Omo. 

### Central eléctrica Gilgel Gibe II
La central eléctrica Gilgel Gibe II es una central hidroeléctrica en el río Omo con una potencia de 420 megavatios (MW). La central recibe el agua de una entrada de túnel en 7°55′27″N 37°23′16″E / 7.92417, 37.38778, en el río Gibe Gilgel en un esquema de central hidroeléctrica de pasada. La entrada del túnel se encuentra aguas abajo de la presa Gilgel Gibe I también en el río Gilgel Gibe con el que forma una cascada hidroeléctrica. 

### Presa Gibe III
La presa hidroeléctrica Gibe III es una presa de hormigón compactado con rodillos de 243 m de altura con una planta hidroeléctrica asociada en el río Omo en Etiopía . Es la central hidroeléctrica más grande de Etiopía con una potencia de aproximadamente 1870 megavatios (MW), por lo que duplica la capacidad instalada total en Etiopía desde su nivel de 2007 de 814 MW. Se produjo una controversia sobre su construcción, con varias ONG formando una campaña para oponerse. Según Terri Hathaway, director del programa África de International Rivers, Gibe III es «la presa más destructiva en construcción en África». El proyecto condenaría «medio millón de las personas más vulnerables de la región al hambre y los conflictos». Un grupo de activistas internacionales lanzó una petición en línea contra el proyecto de la represa de Etiopía por cuestiones de derechos humanos.
Sin embargo, Azeb Asnake, gerente de proyecto de Gibe III para el proveedor de energía del gobierno, dijo que se ha preparado una medida de mitigación en caso de que ocurra algo. Aparte de esto, Asnake no predijo ninguna consecuencia adversa del proyecto, y agregó que más de la mitad de las personas que viven en el área dependen de la ayuda alimentaria y que la nueva estación es necesaria ya que actualmente la corporación solo suministra energía al 25 por ciento de la población.

## Inundaciones de 2006
Las fuertes lluvias en 2006 causaron que el Omo inundara su curso inferior, ahogando al menos a 456 personas y varando a más de 20 000 personas en el espacio de cinco días cuando terminaron el 16 de agosto. Si bien las fuertes lluvias estacionales son normales en esta parte del país, se culpa de esta tragedia al pastoreo excesivo y la deforestación. «Los ríos en Etiopía tienen menos capacidad para retener tanta agua como lo hicieron años antes, porque se están llenando de sedimentos», dijo la portavoz del Programa Mundial de Alimentos, Paulette Jones. «Se necesita ahora menos intensidad de lluvia ... para hacer que un río en una parte particular del país se desborde». La inundación estacional del río Omo es vital para los grupos indígenas que viven a lo largo de él. La inundación trae sedimentos fértiles e inunda las orillas con agua, lo que hace posible el cultivo en la ribera del río. Los diversos pueblos a lo largo del bajo Omo, que incluyen a turkana, dassanach, hamer, nyangatom, karo, kwegu, mursi, bodi y me'en, obtienen una gran parte de su suministro de alimentos del cultivo de la inundación.
La gran y destructiva inundación de 2006 es la única que ha ocurrido en los últimos cincuenta años. La reciente caída en el nivel del lago Turkana, que generalmente se reconoce que recibe alrededor del noventa por ciento de sus aguas de la afluencia del río Omo, ya ha provocado un aumento en el nivel de salinidad. El aumento del tamaño del delta, ahora de unos 500 millas cuadradas (1295,0 km²)  en extensión, ha proporcionado tierras para el cultivo recesivo y pastos para el ganado y otros animales domésticos de los pastores y agropastores indígenas de la cuenca baja del Omo.[cita requerida]